# Auriac-sur-Vendinelle
Pour les articles homonymes, voir Auriac et Vendinelle.
Auriac-sur-Vendinelle (Auriac de Vendinèla en occitan) est une commune française située dans le nord-est du département de la Haute-Garonne, en région Occitanie. Sur le plan historique et culturel, la commune fait partie du Lauragais, l'ancien « Pays de Cocagne », lié à la fois à la culture du pastel et à l’abondance des productions, et de « grenier à blé du Languedoc ».
Exposée à un climat océanique altéré, elle est drainée par le Peyrencou, la Vendinelle, le ruisseau de l'Olivet et par divers autres petits cours d'eau. La commune possède un patrimoine naturel remarquable composé de cinq zones naturelles d'intérêt écologique, faunistique et floristique.
Auriac-sur-Vendinelle est une commune rurale qui compte 1 080 habitants en 2022, après avoir connu une forte hausse de la population depuis 1982. Elle fait partie de l'aire d'attraction de Toulouse. Ses habitants sont appelés les Auriacais ou  Auriacaises.
Le patrimoine architectural de la commune comprend deux  immeubles protégés au titre des monuments historiques : la maison Yence, classée en 1927, et une maison Renaissance (mairie), inscrite en 1975.

## Géographie

### Localisation
La commune d'Auriac-sur-Vendinelle se trouve dans le département de la Haute-Garonne, en région Occitanie.
Elle se situe à 32 km à vol d'oiseau de Toulouse, préfecture du département, et à 16 km de Revel, bureau centralisateur du canton de Revel dont dépend la commune depuis 2015 pour les élections départementales.
La commune fait en outre partie du bassin de vie de Caraman.
Les communes les plus proches sont : 
La Salvetat-Lauragais (3,2 km), Le Cabanial (4,0 km), Cambiac (4,8 km), Albiac (4,8 km), Le Faget (4,9 km), Mouzens (4,9 km), Caraman (5,6 km), Falga (5,8 km).
Sur le plan historique et culturel, Auriac-sur-Vendinelle fait partie du Lauragais, occupant une vaste zone, autour de l’axe central que constitue le canal du Midi, entre les agglomérations de Toulouse au nord-ouest et Carcassonne au sud-est et celles de Castres au nord-est et Pamiers au sud-ouest. C'est l'ancien « Pays de Cocagne », lié à la fois à la culture du pastel et à l’abondance des productions, et de « grenier à blé du Languedoc ».
Auriac-sur-Vendinelle est limitrophe de neuf autres communes dont une dans le département du Tarn.
Les communes limitrophes sont  Cambiac, Caraman, Cuq-Toulza, Falga, La Salvetat-Lauragais, Le Cabanial, Le Faget, Maurens et Saint-Félix-Lauragais.
| La Salvetat-Lauragais | Le Faget              | Cuq-Toulza (Tarn)     |
| Caraman, Cambiac      | Auriac-sur-Vendinelle | Le Cabanial           |
| Maurens (sur 50 m)    | Falga                 | Saint-Félix-Lauragais |

Cette commune de l'aire d'attraction de Toulouse est située dans le Lauragais, à 34 km au sud-est de Toulouse et à 6 km à l'est de Caraman. Elle est limitrophe du département du Tarn.

### Géologie et relief
La superficie de la commune de Auriac-sur-Vendinelle est de 3 071 hectares. Son altitude varie de 183  à   270 mètres.

### Hydrographie

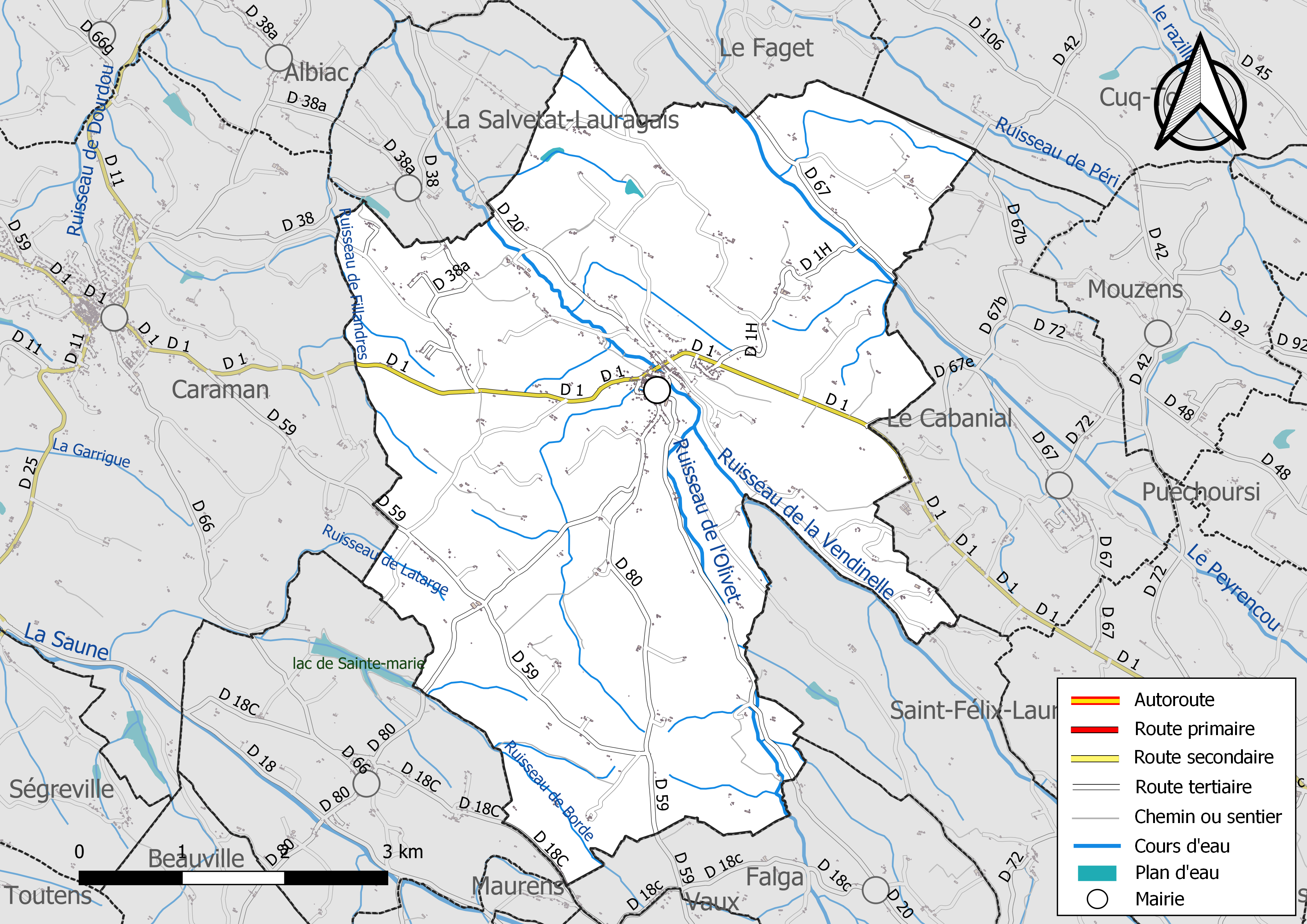
Réseaux hydrographique et routier d'Auriac-sur-Vendinelle.

La commune est dans le Bassin de la Garonne, au sein du bassin hydrographique Adour-Garonne. Elle est drainée par le Peyrencou, la Vendinelle, le ruisseau de l'Olivet, le ruisseau de Borde, le ruisseau de Fillandres, le ruisseau de Latarge et par divers petits cours d'eau, constituant un réseau hydrographique de 38 km de longueur totale,.
Le Peyrencou, d'une longueur totale de 15,1 km, prend sa source dans la commune de Montégut-Lauragais et s'écoule du sud-est vers le nord-ouest. Il traverse la commune et se jette dans Le Girou à Villeneuve-lès-Lavaur, après avoir traversé 7 communes.
La Vendinelle, d'une longueur totale de 19,7 km, prend sa source dans la commune de Saint-Félix-Lauragais et s'écoule du sud-est vers le nord-ouest. Il traverse la commune et se jette dans Le Girou à Loubens-Lauragais, après avoir traversé 6 communes.
Le ruisseau de l'Olivet, d'une longueur totale de 10,3 km, prend sa source dans la commune de Saint-Félix-Lauragais et s'écoule vers le nord. Il se jette dans le ruisseau de la Vendinelle sur le territoire communal, après avoir traversé 3 communes.

### Climat
Pour des articles plus généraux, voir Climat de l'Occitanie et Climat de la Haute-Garonne.
En 2010, le climat de la commune est de type climat du Bassin du Sud-Ouest, selon une étude s'appuyant sur une série de données couvrant la période 1971-2000. En 2020, Météo-France publie une typologie des climats de la France métropolitaine dans laquelle la commune est exposée à un climat océanique altéré et est dans la région climatique Aquitaine, Gascogne, caractérisée par une pluviométrie abondante au printemps, modérée en automne, un faible ensoleillement au printemps, un été chaud (19,5 °C), des vents faibles, des brouillards fréquents en automne et en hiver et des orages fréquents en été (15 à 20 jours).
Pour la période 1971-2000, la température annuelle moyenne est de 13,1 °C, avec une amplitude thermique annuelle de 15,4 °C. Le cumul annuel moyen de précipitations est de 769 mm, avec 9,8 jours de précipitations en janvier et 5,2 jours en juillet. Pour la période 1991-2020, la température moyenne annuelle observée sur la station météorologique la plus proche, située sur la commune de Ségreville à 8 km à vol d'oiseau, est de 13,4 °C et le cumul annuel moyen de précipitations est de 747,6 mm,. Pour l'avenir, les paramètres climatiques de la commune estimés pour 2050 selon différents scénarios d'émission de gaz à effet de serre sont consultables sur un site dédié publié par Météo-France en novembre 2022.

### Milieux naturels et biodiversité

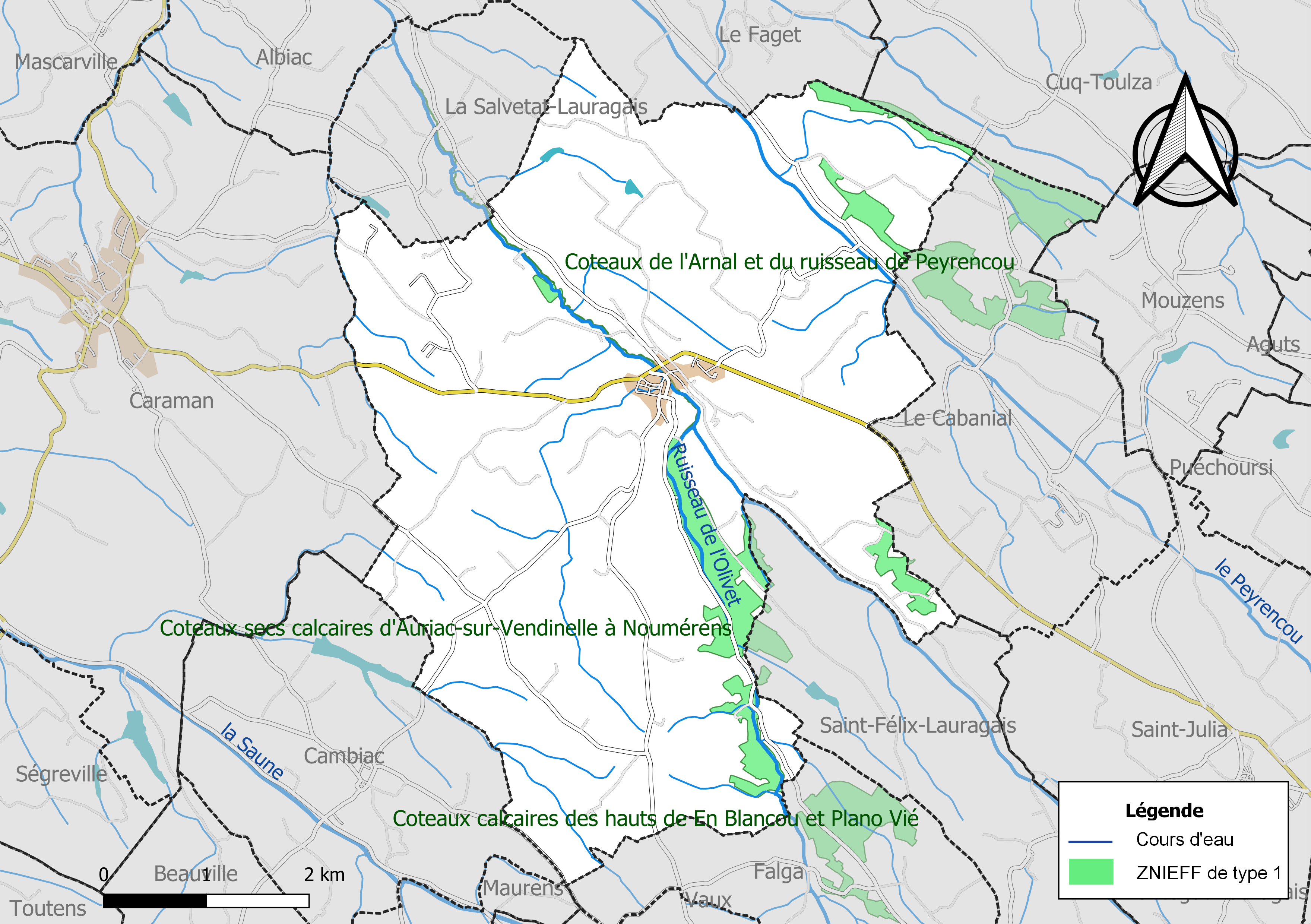
Carte des ZNIEFF de type 1 localisées sur la commune.

L’inventaire des zones naturelles d'intérêt écologique, faunistique et floristique (ZNIEFF) a pour objectif de réaliser une couverture des zones les plus intéressantes sur le plan écologique, essentiellement dans la perspective d’améliorer la connaissance du patrimoine naturel national et de fournir aux différents décideurs un outil d’aide à la prise en compte de l’environnement dans l’aménagement du territoire.
Quatre ZNIEFF de type 1 sont recensées sur la commune :
- les « anciennes carrières de Riquepeyrel et la Lagade » (19 ha), couvrant 2 communes du département[19] ;
- les « coteaux de l'Arnal et du ruisseau de Peyrencou » (135 ha), couvrant 5 communes dont trois dans la Haute-Garonne et deux dans le Tarn[20] ;
- les « coteaux secs calcaires d'Auriac-sur-Vendinelle à Noumérens » (119 ha), couvrant 2 communes du département[21] ;
- « la Vendinelle, le Girou et prairies annexes » (28 ha), couvrant 10 communes dont huit dans la Haute-Garonne et deux dans le Tarn[22] ;

et une ZNIEFF de type 2, : 
l'« ensemble de coteaux du Lauragais » (1 407 ha), couvrant 7 communes dont cinq dans la Haute-Garonne et deux dans le Tarn.

## Urbanisme

### Typologie
Au 1er janvier 2024, Auriac-sur-Vendinelle est catégorisée commune rurale à habitat dispersé, selon la nouvelle grille communale de densité à sept niveaux définie par l'Insee en 2022.
Elle est située hors unité urbaine. Par ailleurs la commune fait partie de l'aire d'attraction de Toulouse, dont elle est une commune de la couronne,. Cette aire, qui regroupe 527 communes, est catégorisée dans les aires de 700 000 habitants ou plus (hors Paris),.

### Occupation des sols
L'occupation des sols de la commune, telle qu'elle ressort de la base de données européenne d’occupation biophysique des sols Corine Land Cover (CLC), est marquée par l'importance des territoires agricoles (99,1 % en 2018), une proportion identique à celle de 1990 (99,1 %). La répartition détaillée en 2018 est la suivante : 
terres arables (83,7 %), zones agricoles hétérogènes (12,9 %), prairies (2,6 %), zones urbanisées (0,9 %). L'évolution de l’occupation des sols de la commune et de ses infrastructures peut être observée sur les différentes représentations cartographiques du territoire : la carte de Cassini (XVIIIe siècle), la carte d'état-major (1820-1866) et les cartes ou photos aériennes de l'IGN pour la période actuelle (1950 à aujourd'hui).

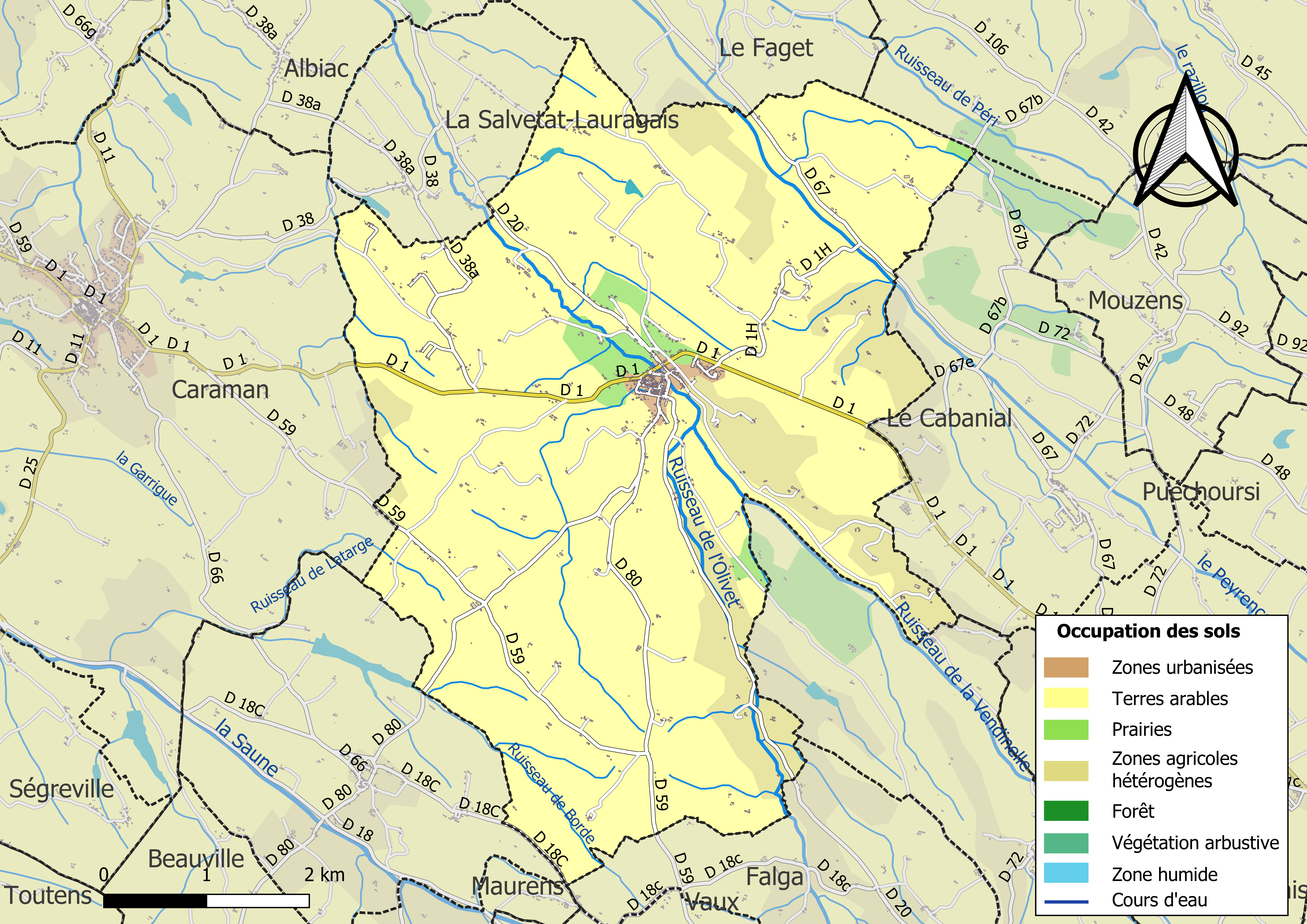
Carte des infrastructures et de l'occupation des sols de la commune en 2018 (CLC).

### Voies de communication et transports
Une ligne du réseau Arc-en-Ciel permet de relier la commune à Toulouse et aux communes voisines :
- la ligne 356 part de la gare routière de Toulouse jusqu'à Revel en passant par le centre de la commune.

Voir aussi l'ancienne ligne de Toulouse à Revel.

### Risques majeurs
Le territoire de la commune d'Auriac-sur-Vendinelle est vulnérable à différents aléas naturels : météorologiques (tempête, orage, neige, grand froid, canicule ou sécheresse), inondations et séisme (sismicité très faible). Un site publié par le BRGM permet d'évaluer simplement et rapidement les risques d'un bien localisé soit par son adresse soit par le numéro de sa parcelle.
Certaines parties du territoire communal sont susceptibles d’être affectées par le risque d’inondation par débordement de cours d'eau, notamment la Vendinelle et le ruisseau de l'Olivet. La commune a été reconnue en état de catastrophe naturelle au titre des dommages causés par les inondations et coulées de boue survenues en 1982, 1992, 1996, 1999, 2009 et 2019,.

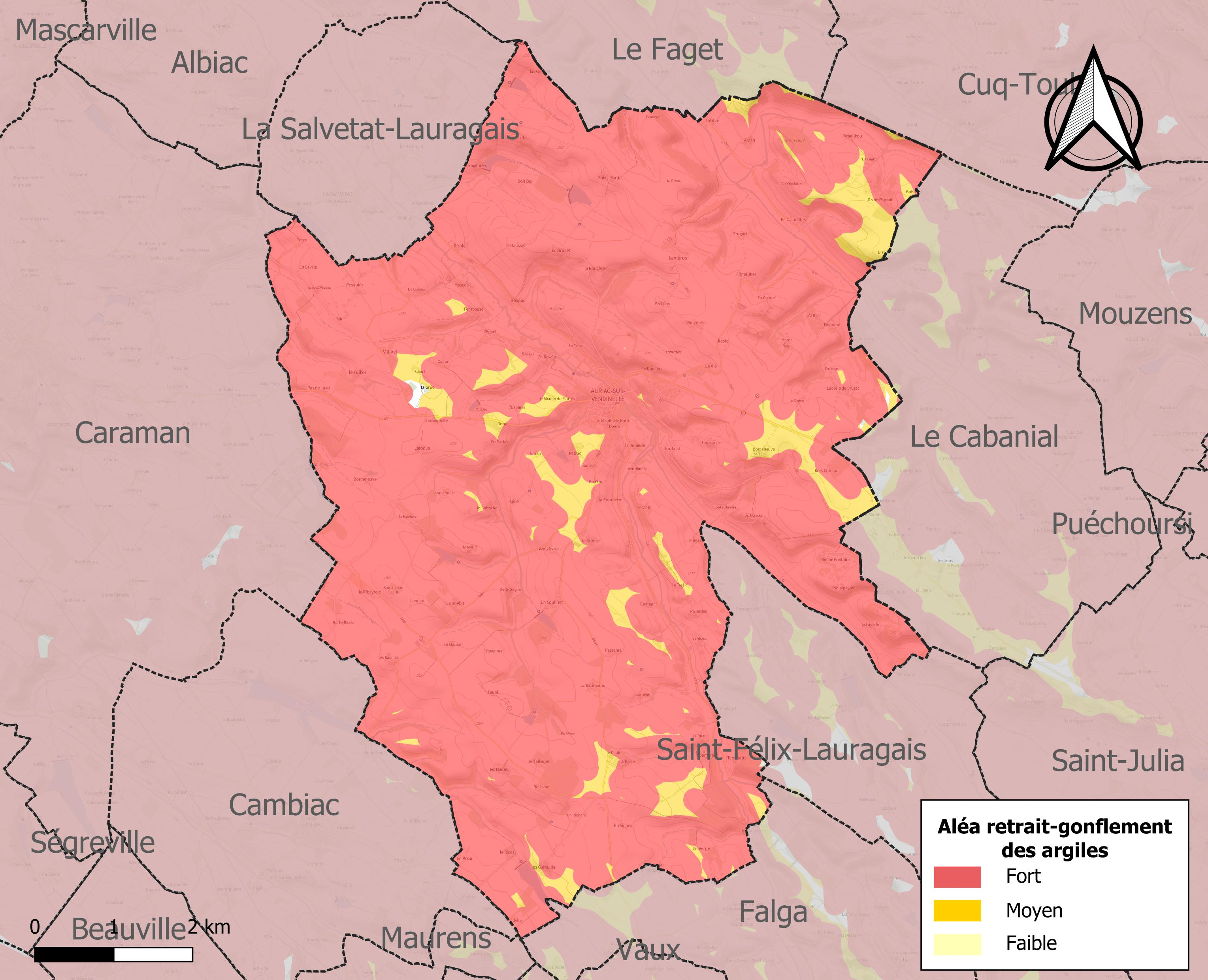
Carte des zones d'aléa retrait-gonflement des sols argileux d'Auriac-sur-Vendinelle.

Le retrait-gonflement des sols argileux est susceptible d'engendrer des dommages importants aux bâtiments en cas d’alternance de périodes de sécheresse et de pluie. 99,9 % de la superficie communale est en aléa moyen ou fort (88,8 % au niveau départemental et 48,5 % au niveau national). Sur les 494 bâtiments dénombrés sur la commune en 2019, 494 sont en aléa moyen ou fort, soit 100 %, à comparer aux 98 % au niveau départemental et 54 % au niveau national. Une cartographie de l'exposition du territoire national au retrait gonflement des sols argileux est disponible sur le site du BRGM,.
Par ailleurs, afin de mieux appréhender le risque d’affaissement de terrain, l'inventaire national des cavités souterraines permet de localiser celles situées sur la commune.
Concernant les mouvements de terrains, la commune a été reconnue en état de catastrophe naturelle au titre des dommages causés par la sécheresse en 2003 et 2016 et par des mouvements de terrain en 1999.

## Toponymie
Auriac est un nom de domaine gallo-romain formé avec le suffixe -ac sur le nom de personne latin Aurius.

## Histoire
La commune faisait partie du comté de Caraman.

### Le Pont Vieux
Construit au XVe siècle, le pont vieux permet alors l'accès vers Choples à l'est et Vendine et Loubens à l'ouest. La marquise de Loubens-Verdale à l'initiative de sa construction perçoit un péage les jours de marché. Cette taxe qui s'élevait à un denier du Puy est supprimée vers 1740-1750.
Aujourd'hui, un pont construit sur la route départementale assure le passage de la Vendinelle.

## Politique et administration

### Administration municipale
Le nombre d'habitants au recensement de 2011 étant compris entre 500 et 1 499 habitants, le nombre de membres du conseil municipal pour l'élection de 2014 est de quinze,.

### Rattachements administratifs et électoraux
La commune fait partie de la dixième circonscription de la Haute-Garonne de la  communauté de communes des Terres du Lauragais et du canton de Revel (avant le redécoupage départemental de 2014, Auriac-sur-Vendinelle faisait partie de l'ex-canton de Caraman) et de la septième circonscription de la Haute-Garonne jusqu'en 2012 et avant le 1er janvier 2017 elle faisait partie de la communauté de communes Cœur Lauragais.

### Liste des maires

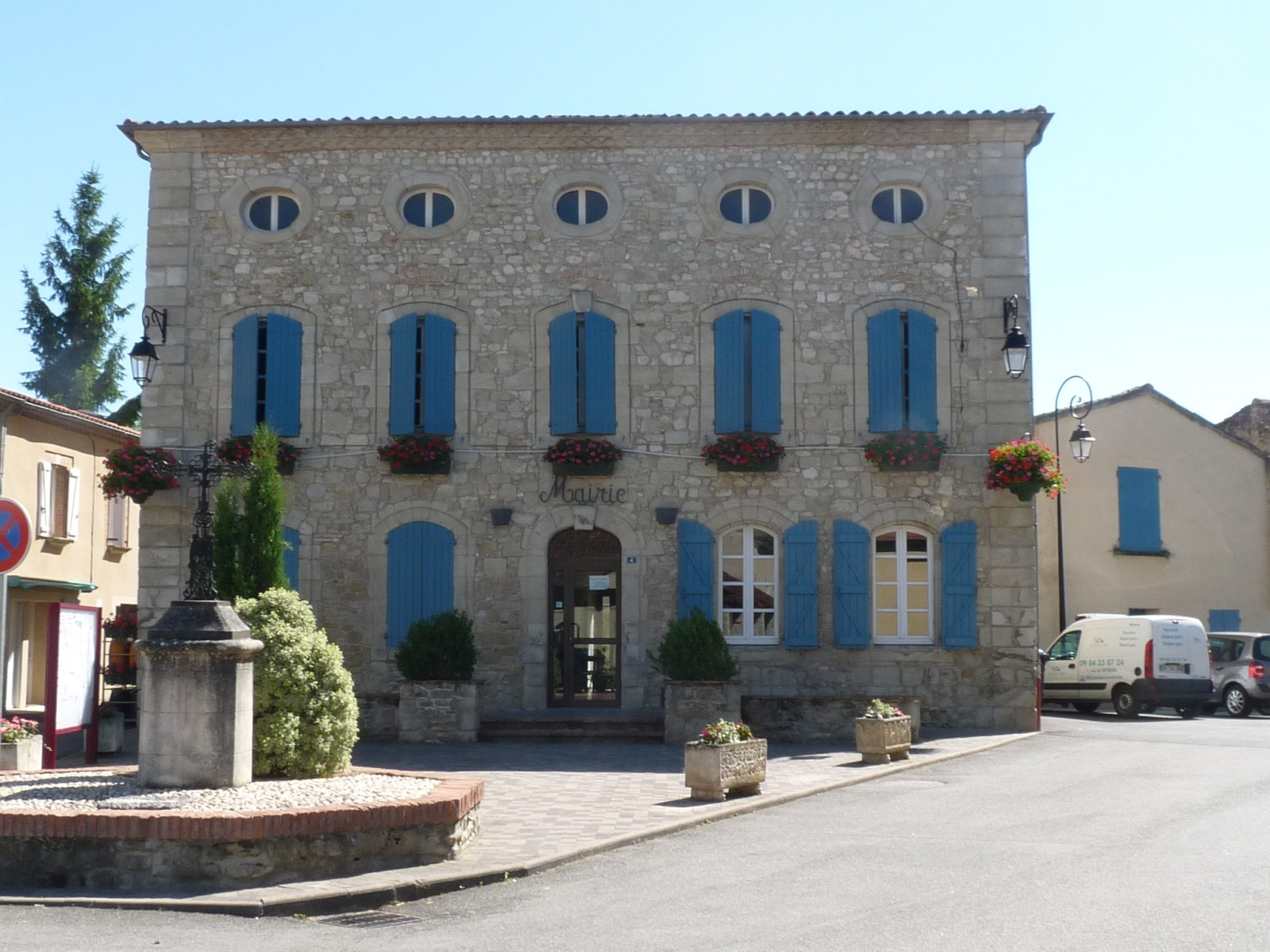
La mairie.

| Période                                  | Période  | Identité            | Étiquette | Qualité               |
| ---------------------------------------- | -------- | ------------------- | --------- | --------------------- |
| Les données manquantes sont à compléter. |          |                     |           |                       |
| 1977                                     | 2001     | Francis Racaud      | PS        |                       |
| mars 2001                                | 2008     | Francis Mauran      |           |                       |
| mars 2008                                | 2014     | Michel Teste        | PS        |                       |
| mars 2014                                | 2020     | Patrick Granvillain | SE        | Professeur des écoles |
| mars 2020                                | En cours | Roger Pedrero       |           |                       |

## Population et société

### Démographie
Les habitants sont nommés les Auriacais et les habitantes les Auriacaises.
L'évolution du nombre d'habitants est connue à travers les recensements de la population effectués dans la commune depuis 1793. Pour les communes de moins de 10 000 habitants, une enquête de recensement portant sur toute la population est réalisée tous les cinq ans, les populations de référence des années intermédiaires étant quant à elles estimées par interpolation ou extrapolation. Pour la commune, le premier recensement exhaustif entrant dans le cadre du nouveau dispositif a été réalisé en 2005.

En 2022, la commune comptait 1 080 habitants, en évolution de +4,35 % par rapport à 2016 (Haute-Garonne : +8,02 %, France hors Mayotte : +2,11 %).
| 1793  | 1800  | 1806  | 1821  | 1831  | 1836  | 1841  | 1846  | 1851  |
| ----- | ----- | ----- | ----- | ----- | ----- | ----- | ----- | ----- |
| 1 802 | 1 560 | 1 652 | 1 635 | 1 746 | 1 822 | 1 842 | 1 903 | 1 908 |

| 1856  | 1861  | 1866  | 1872  | 1876  | 1881  | 1886  | 1891  | 1896  |
| ----- | ----- | ----- | ----- | ----- | ----- | ----- | ----- | ----- |
| 1 843 | 1 738 | 1 681 | 1 675 | 1 603 | 1 546 | 1 506 | 1 523 | 1 359 |

| 1901  | 1906  | 1911  | 1921  | 1926  | 1931  | 1936  | 1946  | 1954  |
| ----- | ----- | ----- | ----- | ----- | ----- | ----- | ----- | ----- |
| 1 220 | 1 211 | 1 230 | 1 077 | 1 130 | 1 126 | 1 151 | 1 116 | 1 102 |

| 1962 | 1968 | 1975 | 1982 | 1990 | 1999 | 2005 | 2006 | 2010 |
| ---- | ---- | ---- | ---- | ---- | ---- | ---- | ---- | ---- |
| 955  | 939  | 849  | 910  | 976  | 958  | 996  | 988  | 996  |

| 2015  | 2020  | 2022  | - | - | - | - | - | - |
| ----- | ----- | ----- | - | - | - | - | - | - |
| 1 025 | 1 062 | 1 080 | - | - | - | - | - | - |

| selon la population municipale des années : | 1968 | 1975 | 1982 | 1990 | 1999 | 2006 | 2009 | 2013 |
| Rang de la commune dans le département      | 70   | 115  | 120  | 126  | 140  | 153  | 160  | 164  |
| Nombre de communes du département           | 592  | 582  | 586  | 588  | 588  | 588  | 589  | 589  |

### Enseignement
Auriac-sur-Vendinelle est située dans l'académie de Toulouse.
L'éducation est assurée par un regroupement pédagogique intercommunal de la maternelle au primaire avec les communes de Cambiac et de La Salvetat-Lauragais.

### Manifestations culturelles et festivités
Vide grenier, fête locale.
Depuis 2010, le village accueille annuellement au printemps un festival d'arts de rue "Les Ruelles d'Auriac " avec plus de 10 compagnies d’arts de rue pour un public allant jusqu’à 2000 personnes.

### Activités sportives
Chasse, pétanque

### Écologie et recyclage
La collecte et le traitement des déchets des ménages et des déchets assimilés ainsi que la protection et la mise en valeur de l'environnement se font dans le cadre de la communauté de communes Cœur Lauragais.

## Économie

### Revenus
En 2018  (données Insee publiées en septembre 2021), la commune compte 452 ménages fiscaux, regroupant 1 056 personnes. La médiane du revenu disponible par unité de consommation est de 21 670 € (23 140 € dans le département).

### Emploi
|                | 2008  | 2013  | 2018  |
| -------------- | ----- | ----- | ----- |
| Commune        | 5,5 % | 9,3 % | 7,6 % |
| Département    | 7,7 % | 9,6 % | 9,3 % |
| France entière | 8,3 % | 10 %  | 10 %  |

En 2018, la population âgée de 15 à 64 ans s'élève à 610 personnes, parmi lesquelles on compte 80,1 % d'actifs (72,5 % ayant un emploi et 7,6 % de chômeurs) et 19,9 % d'inactifs,. Depuis 2008, le taux de chômage communal (au sens du recensement) des 15-64 ans est inférieur à celui de la France et du département.
La commune fait partie de la couronne de l'aire d'attraction de Toulouse, du fait qu'au moins 15 % des actifs travaillent dans le pôle,. Elle compte 153 emplois en 2018, contre 155 en 2013 et 152 en 2008. Le nombre d'actifs ayant un emploi résidant dans la commune est de 452, soit un indicateur de concentration d'emploi de 33,9 % et un taux d'activité parmi les 15 ans ou plus de 58,8 %.
Sur ces 452 actifs de 15 ans ou plus ayant un emploi, 81 travaillent dans la commune, soit 18 % des habitants. Pour se rendre au travail, 91,7 % des habitants utilisent un véhicule personnel ou de fonction à quatre roues, 2 % les transports en commun, 3 % s'y rendent en deux-roues, à vélo ou à pied et 3,3 % n'ont pas besoin de transport (travail au domicile).

### Activités hors agriculture

#### Secteurs d'activités
95 établissements sont implantés  à Auriac-sur-Vendinelle au 31 décembre 2019. Le tableau ci-dessous en détaille le nombre par secteur d'activité et compare les ratios avec ceux du département,.
| Secteur d'activité                                                                                        | Commune | Commune | Département |
| Secteur d'activité                                                                                        | Nombre  | %       | %           |
| --- | ------- | ------- | ----------- |
| Ensemble                                                                                                  | 95      | 100 %   | (100 %)     |
| Industrie manufacturière, industries extractives et autres                                                | 15      | 15,8 %  | (5,7 %)     |
| Construction                                                                                              | 14      | 14,7 %  | (12 %)      |
| Commerce de gros et de détail, transports, hébergement et restauration                                    | 18      | 18,9 %  | (25,9 %)    |
| Information et communication                                                                              | 1       | 1,1 %   | (4,1 %)     |
| Activités financières et d'assurance                                                                      | 1       | 1,1 %   | (3,8 %)     |
| Activités immobilières                                                                                    | 2       | 2,1 %   | (4,2 %)     |
| Activités spécialisées, scientifiques et techniques et activités de services administratifs et de soutien | 25      | 26,3 %  | (19,8 %)    |
| Administration publique, enseignement, santé humaine et action sociale                                    | 10      | 10,5 %  | (16,6 %)    |
| Autres activités de services                                                                              | 9       | 9,5 %   | (7,9 %)     |

Le secteur des activités spécialisées, scientifiques et techniques et des activités de services administratifs et de soutien est prépondérant sur la commune puisqu'il représente 26,3 % du nombre total d'établissements de la commune (25 sur les 95 entreprises implantées  à Auriac-sur-Vendinelle), contre 19,8 % au niveau départemental.
Les cinq entreprises ayant leur siège social sur le territoire communal qui génèrent le plus de chiffre d'affaires en 2020 sont : 
- Mistral, location de terrains et d'autres biens immobiliers (1 335 k€)
- Cremerie Stephane Montamat, commerce de détail alimentaire sur éventaires et marchés (468 k€)
- Pelwork, ingénierie, études techniques (304 k€)
- Baron De Roquette, préparation industrielle de produits à base de viande (263 k€)
- See Jean Pierre Roques Isolation, travaux d'isolation (212 k€)

### Agriculture
La commune est dans le Lauragais, une petite région agricole occupant le nord-est du département de la Haute-Garonne, dont les coteaux portent des grandes cultures en sec avec une dominante blé dur et tournesol. En 2020, l'orientation technico-économique de l'agriculture  sur la commune est la culture de céréales et/ou d'oléoprotéagineuses.
|               | 1988  | 2000  | 2010  | 2020  |
| ------------- | ----- | ----- | ----- | ----- |
| Exploitations | 54    | 37    | 29    | 27    |
| SAU (ha)      | 2 423 | 2 508 | 2 452 | 2 842 |

Le nombre d'exploitations agricoles en activité et ayant leur siège dans la commune est passé de 54 lors du recensement agricole de 1988  à 37 en 2000 puis à 29 en 2010 et enfin à 27 en 2020, soit une baisse de 50 % en 32 ans. Le même mouvement est observé à l'échelle du département qui a perdu pendant cette période 57 % de ses exploitations,. La surface agricole utilisée sur la commune a quant à elle augmenté, passant de 2 423 ha en 1988 à 2 842 ha en 2020. Parallèlement la surface agricole utilisée moyenne par exploitation a augmenté, passant de 45 à 105 ha.

## Culture locale et patrimoine

### Lieux et monuments

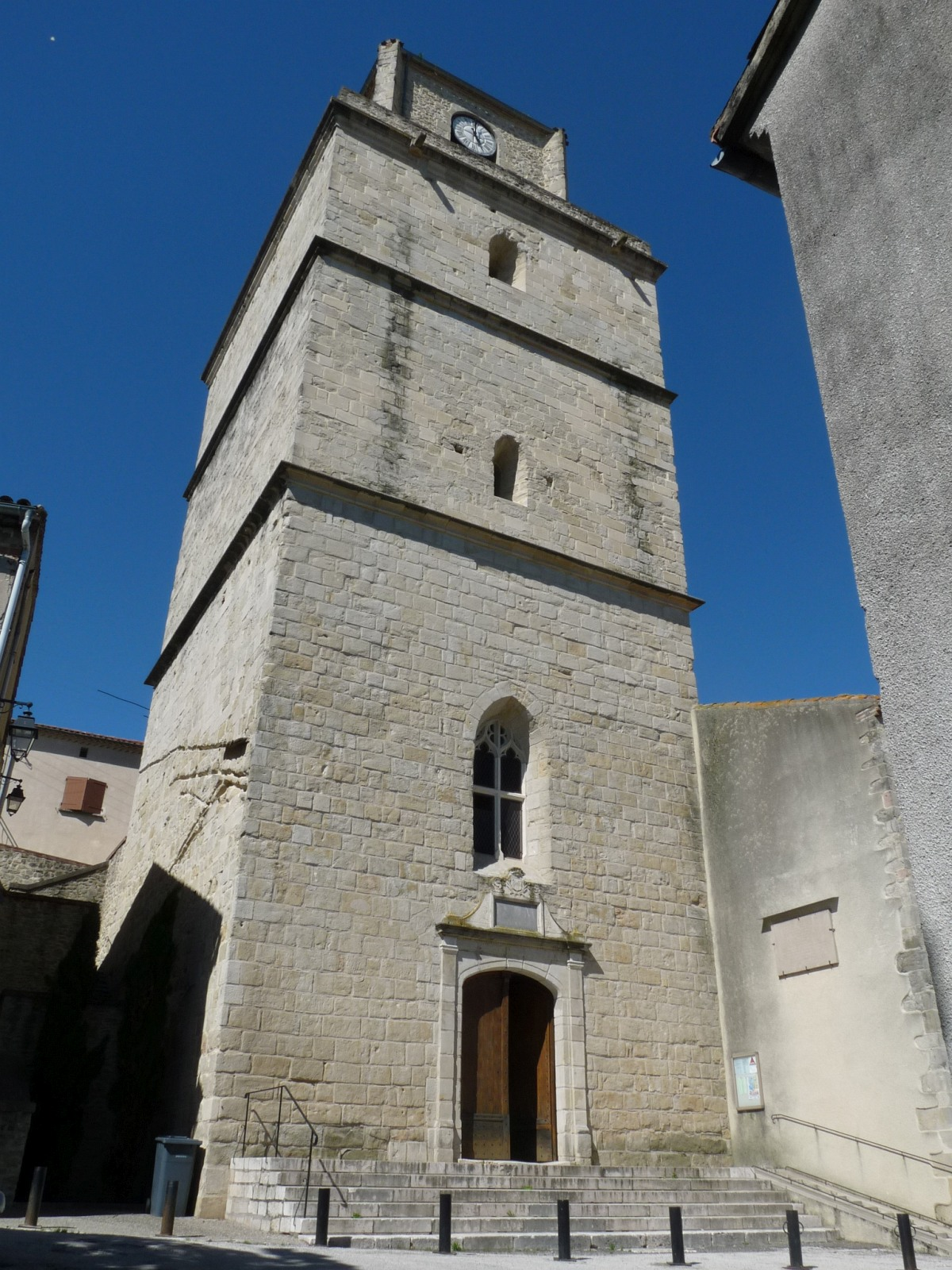
L'église Sainte-Madeleine.

- L'église paroissiale Sainte-Madeleine a un clocher carré, autrefois donjon d'un château datant du XIe siècle. Il a été rénové en 2007. L'église possède deux cloches du XVIIIe siècle classées monuments historiques à titre objet[48].
- L'église Notre-Dame de Noumerens est inscrite au titre des monuments historiques depuis 1975[49].
- La maison Sarda de Caumont est classée au titre des monuments historiques depuis 1927[50].
- Halle.

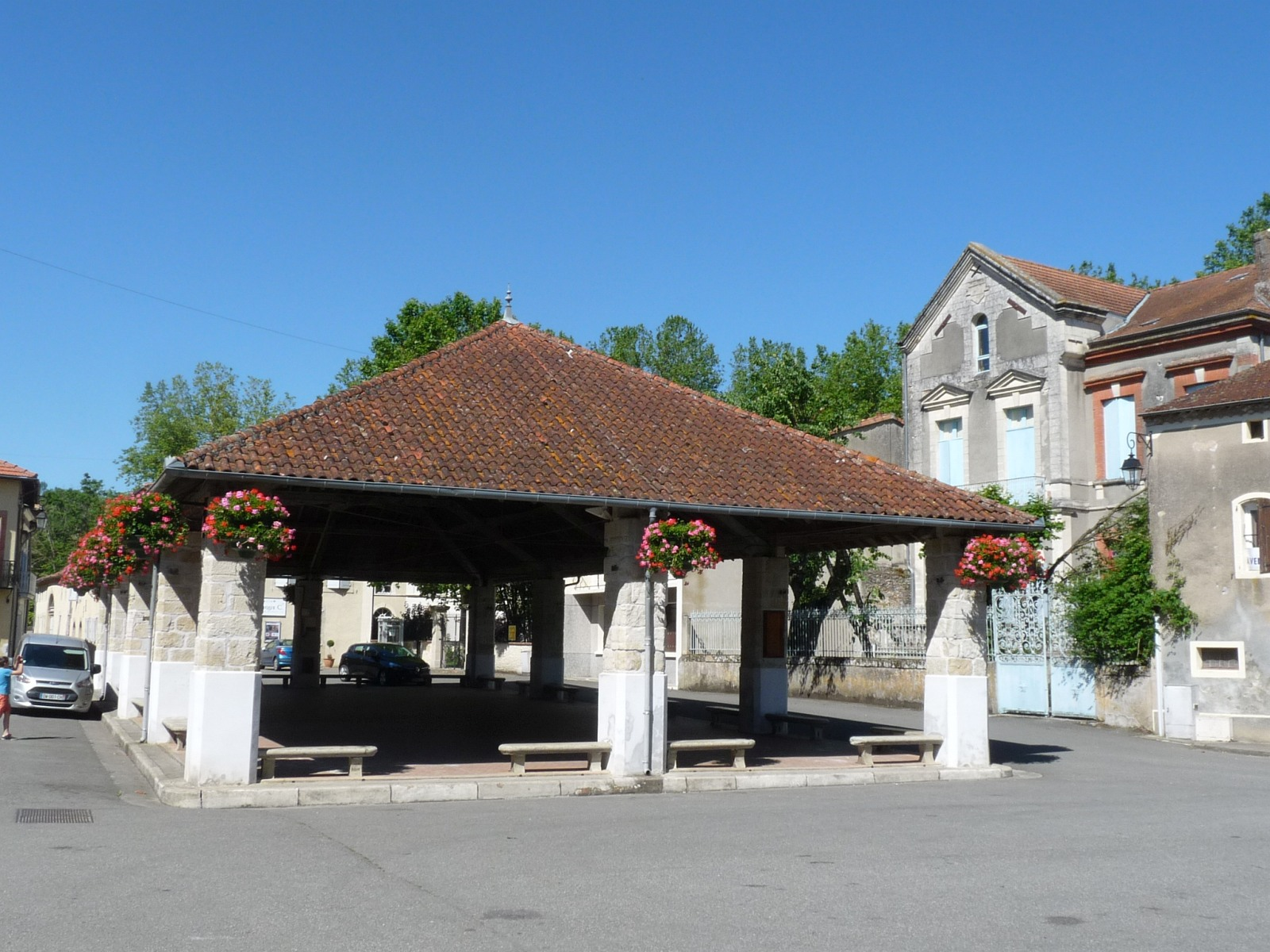
La halle.
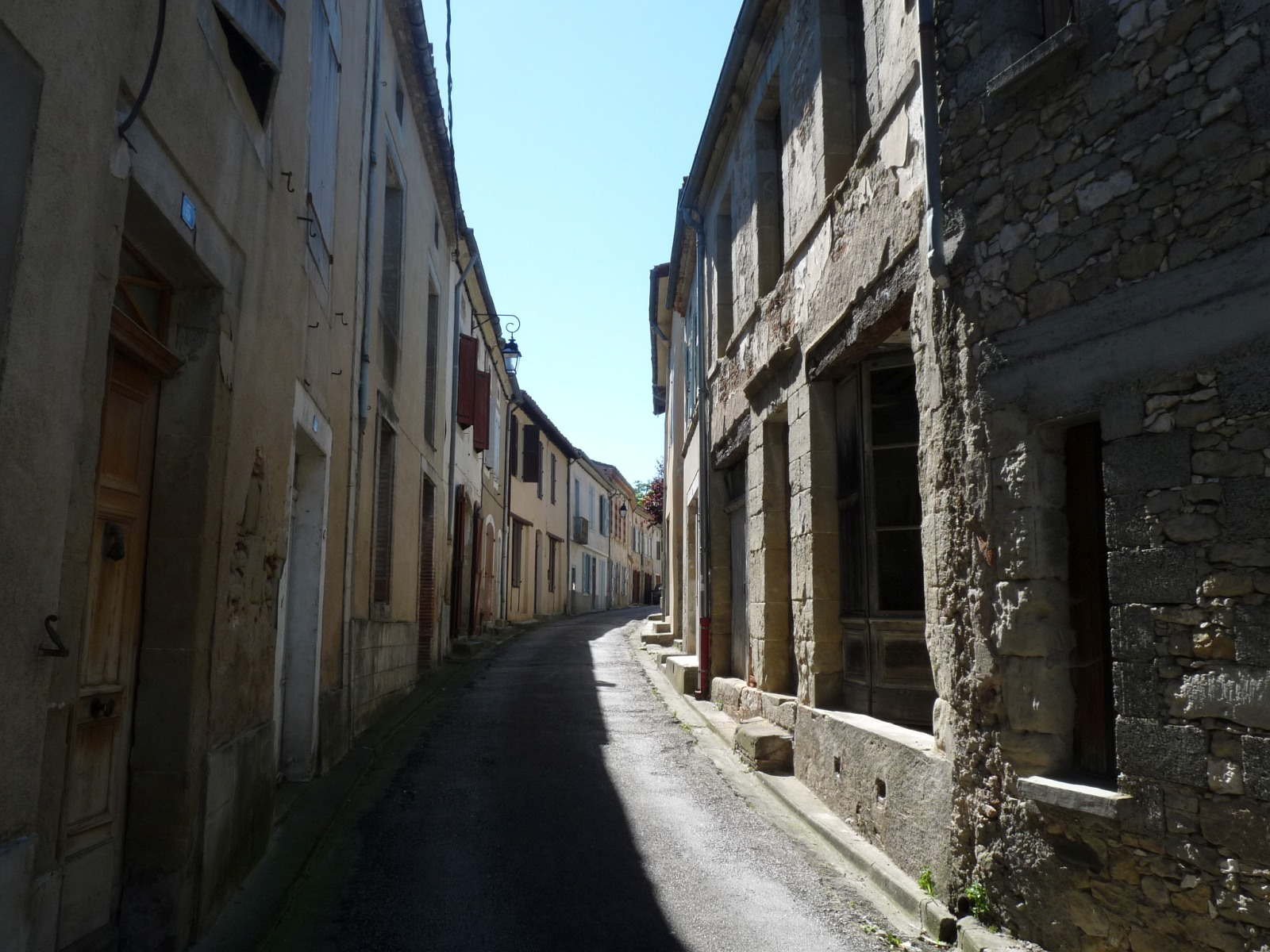
La rue Major.

### Personnalités liées à la commune
- Gaston de Roquemaurel (1804-1876), explorateur né sur la commune.
- Inès Gaches-Sarraute, femme médecin et corsetière, y est née en 1853.
- Vincent Villalon, alias vx 69, chanteur du groupe Punish Yourself, a grandi dans les alentours d'Auriac-sur-Vendinelle et y a effectué la plus grande partie de sa scolarité primaire.

### Héraldique
| Auriac-sur-Vendinelle | Son blasonnement est : d'argent aux douze mouchetures d'hermine ordonnées 5, 4 et 3. |

## Pour approfondir